# Minatec
Minatec (acrónimo para micro y nanotecnología) es un complejo científico ubicado en el Polígono científico de Grenoble (Francia). Este complejo dedicado a la nanotecnología no tiene personalidad jurídica, pero solo un sitio, una marca y una estructura organizativa basada en un acuerdo firmado por los tres organismos en el sitio, que prevé la designación de un director y un Comité de Dirección. Las tres organizaciones son el CEA Grenoble, el Laboratorio de Electrónica y Tecnología de la Información y el Instituto Politécnico de Grenoble.

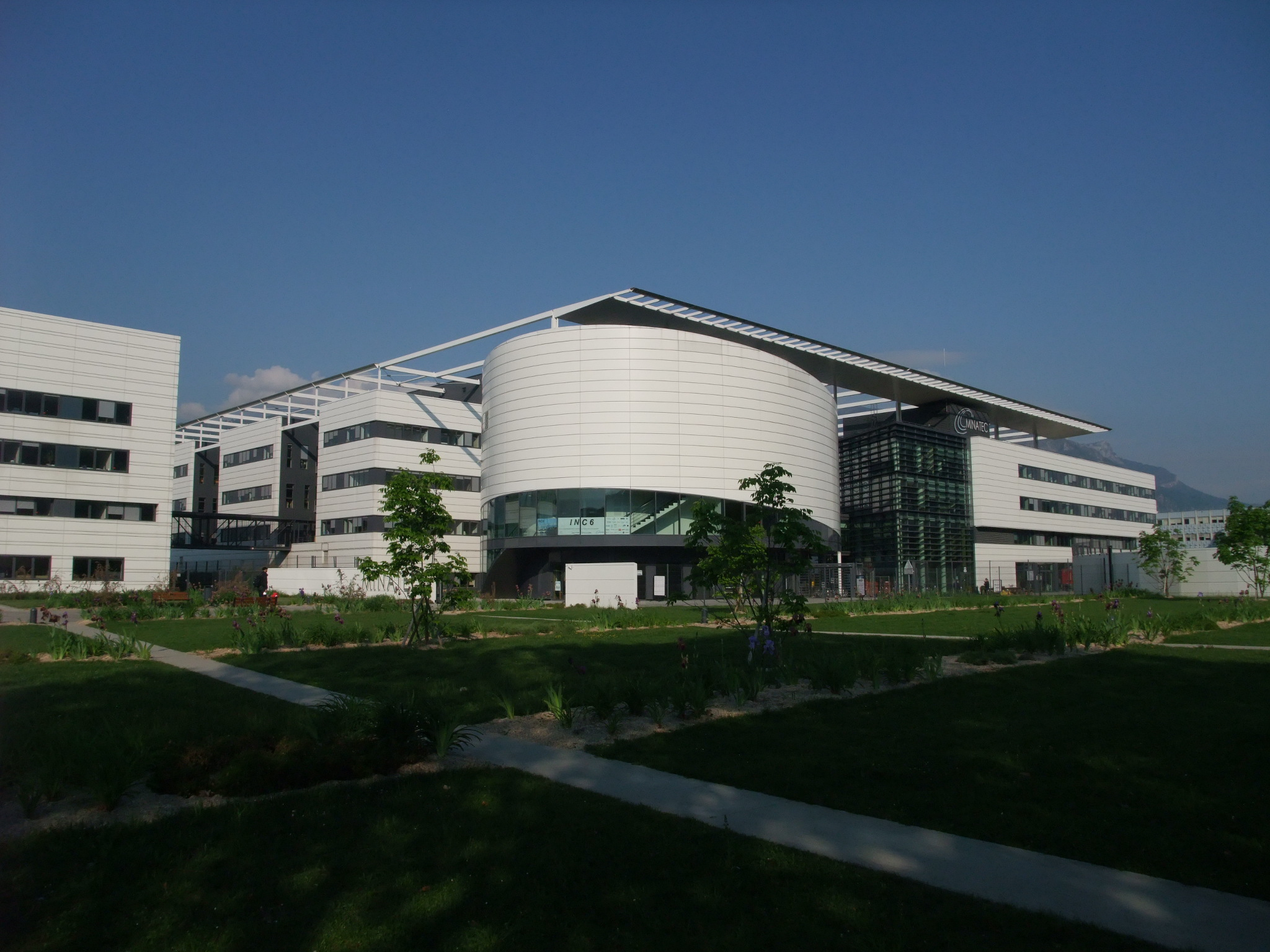
Minatec en 2010.

Inaugurado el 2 de junio de 2006, este centro de innovación aloja un total de 4.800 personas, entre ellas 3.000 investigadores, 1.200 estudiantes y 600 industriales. Con diferentes extensiones desde 2006, todos sus locales para la investigación, la educación y la industria representan 88.680 m² en 2019. Además, el sitio cuenta con un Open Innovation Center, laboratorio de 3.300 m² para encontrar ideas con las empresas.
El edificio Bâtiment Haute Technologie (Construcción de Alta Tecnología) con salas blancas alberga en sus 11.235 m² muchas empresas emergentes. Otro edificio llamado BHT 2 de 4.600 m² se abrirá en junio de 2019. Minatec organiza muchas conferencias y seminarios que reciben un centenar de delegaciones por año y cerca de 40.000 visitantes cada año.
Instituto Politécnico de Grenoble está representada en Minatec por su Escuela Nacional de Física, Electrónica, Materiales (Phelma).
Por otra parte, la presencia de Minatec permitió en 2011 la aparición al lado de un centro de investigación biomédica de talla internacional, Clinatec, y la plataforma de nanoseguridad.